# Horstead with Stanninghall
Horstead with Stanninghall – civil parish w Anglii, w hrabstwie Norfolk, w dystrykcie Broadland. Leży 12 km na północ od Norwich i 169 km na północny wschód od Londynu.
Miejscowość liczy 1007 mieszkańców.